# Rivière Claire (lac Mourier)
Pour les articles homonymes, voir Claire et Rivière Claire.
La rivière Claire est un affluent du lac Mourier, coulant dans le territoire des villes de Rouyn-Noranda et de Val-d'Or (municipalité régionale de comté (MRC) de La Vallée-de-l'Or), dans la région administrative du Abitibi-Témiscamingue, au Québec, au Canada.
La foresterie constitue la principale activité économique du secteur ; les activités récréotouristiques sont en second.
Annuellement, la surface de la rivière est généralement gelée de la mi-novembre à la fin avril, néanmoins, la période de circulation sécuritaire sur la glace est habituellement de la mi-décembre au début d'avril.

## Géographie
Les bassins versants voisins de la rivière Claire sont :
- côté nord : lac Mourier, rivière Fournière, lac Fournière, rivière Surimau ;
- côté est : lac Claire, lac Lemoine ;
- côté sud : réservoir Decelles ;
- côté ouest : rivière des Outaouais, rivière Darlens.

La rivière Claire prend sa source à l'embouchure du lac Barby (longueur : 0,5 km ; altitude : 315 m) dans la partie est de la ville de Rouyn-Noranda. L'embouchure de ce lac est située à 9,0 km de l'embouchure de cette même rivière.
À partir de sa source, la rivière Claire coule sur environ 15 km selon les segments suivants :
- 3,2 km vers le nord-est, jusqu'à la décharge du lac Wâbiceci (venant du sud-est) ;
- 1,5 km vers le nord-est en traversant une zone de marais, jusqu'à un ruisseau (venant du sud) ;
- 4,9 km vers le nord-est en traversant une zone de marais en début de segment, jusqu'à un ruisseau (venant du sud) ;
- 1,3 km vers le nord-est en traversant une zone de marais et en serpentant jusqu'à la décharge du lac Claire (venant du nord-est) ;
- 2,4 km vers le nord-ouest dans un élargissement de la rivière, jusqu'à son embouchure[2].

La rivière Claire se déverse sur la rive nord-ouest du lac Mourier. Cette embouchure est située à :
- 34,7 km au sud de la décharge de la rivière Harricana dans le lac Malartic ;
- 32,6 km au sud-ouest de l'embouchure du lac De Montigny ;
- 33,2 km au sud-ouest du centre-ville de Val-d'Or ;
- 4,2 km au sud de l'embouchure du Lac Mourier[2].

## Toponymie
Le terme Claire constitue un patronyme de famille d'origine française.
Le toponyme « rivière Claire » a été officialisé le 8 décembre 1968 à la Commission de toponymie du Québec.